# Megaselia bisetigera
Megaselia bisetigera är en tvåvingeart som beskrevs av Rudolf Beyer 1965. Megaselia bisetigera ingår i släktet Megaselia och familjen puckelflugor. Inga underarter finns listade i Catalogue of Life.